# Mark Vientos
Mark Anthony Vientos, Spitzname Swaggy V, (* 11. Dezember 1999 in Norwalk, Connecticut) ist ein US-amerikanischer Baseballspieler dominikanischer Abstammung der als Designated Hitter und Third Baseman für die New York Mets in der Major League Baseball (MLB) spielt. Er gab sein MLB-Debüt im Jahr 2022.

## Frühes Leben und Amateurkarriere
Vientos' Vater wurde in der Dominikanischen Republik geboren und wuchs in New York auf. Daher war Vientos von klein auf Fan der New York Mets.
Vientos besuchte in den ersten drei Jahren der High School die Charles W. Flanagan High School in Pembroke Pines, Florida. Im Jahr 2016, als Junior, erreichte er einen Schlagdurchschnitt von .321. Im Sommer spielte er im Perfect Game All-American Classic im Petco Park. Für sein Abschlussjahr 2017 wechselte er zur American Heritage School (Florida)|American Heritage School in Plantation, Florida. Als Senior erzielte er einen Schlagdurchschnitt von .417 in 26 Spielen. Nach der Saison wurde er von den New York Mets in der zweiten Runde (59. insgesamt) des MLB Draft 2017 ausgewählt. Vientos unterschrieb bei den Mets für 1,5 Millionen Dollar und verzichtete auf sein Engagement, College-Baseball an der University of Miami zu spielen.

## Karriere

### Minor Leagues
Nach der Unterzeichnung bei den Mets gab Vientos sein professionelles Debüt bei den Gulf Coast League Mets in die Rookie-level Florida Complex League, bevor er zu den Kingsport Mets in die Rookie-level Appalachian League befördert wurde.
In 51 Spielen zwischen den beiden Teams erzielte er einen Schlagdurchschnitt von .262 mit vier Home Runs und 26 RBIs. Er kehrte 2018 nach Kingsport zurück und erzielte einen Schlagdurchschnitt von .287/.389/.489 mit 11 Home Runs und 52 RBIs in 60 Spielen. 2019 spielte er bei den Columbia Fireflies in der Single-A South Atlantic League und erzielte .255/.300/.411 mit 12 Home Runs, 62 RBIs und 27 Doubles in 111 Spielen. Nach der Saison wurde er zum Mets Minor League Hitter of the Year ernannt.
Im Jahr 2020 spielte Vientos aufgrund der Absage der Minor-League-Saison, die durch die COVID-19-Pandemie verursacht wurde, kein einziges Spiel. Zu Beginn der Saison 2021 wurde er den Binghamton Rumble Ponies in die Double-A zugewiesen. Nachdem er .281/.346/.580 mit 22 Home Runs und 59 RBIs in 72 Spielen erzielt hatte, wurde er Anfang September zu den Syracuse Mets in die Triple-A befördert. In 11 Spielen mit den Syracuse Mets erzielte Vientos einen Schlagdurchschnitt von .278 mit drei Home Runs.
Am 19. November 2021 wählten die Mets Vientos' Vertrag aus und fügten ihn ihrem 40-Mann-Kader hinzu. Er kehrte nach Syracuse zurück, um die Saison 2022 zu beginnen. Anfang Juni wurde er aufgrund von Kniebeschwerden auf die Verletztenliste gesetzt, kehrte jedoch etwas mehr als eine Woche später zurück. Er wurde ausgewählt, um die Mets beim All-Star Futures Game 2022 neben Francisco Álvarez zu vertreten. In 101 Spielen mit den Syracuse Mets erzielte er .280/.358/.519 mit 24 Home Runs und 72 RBIs.

### Major League

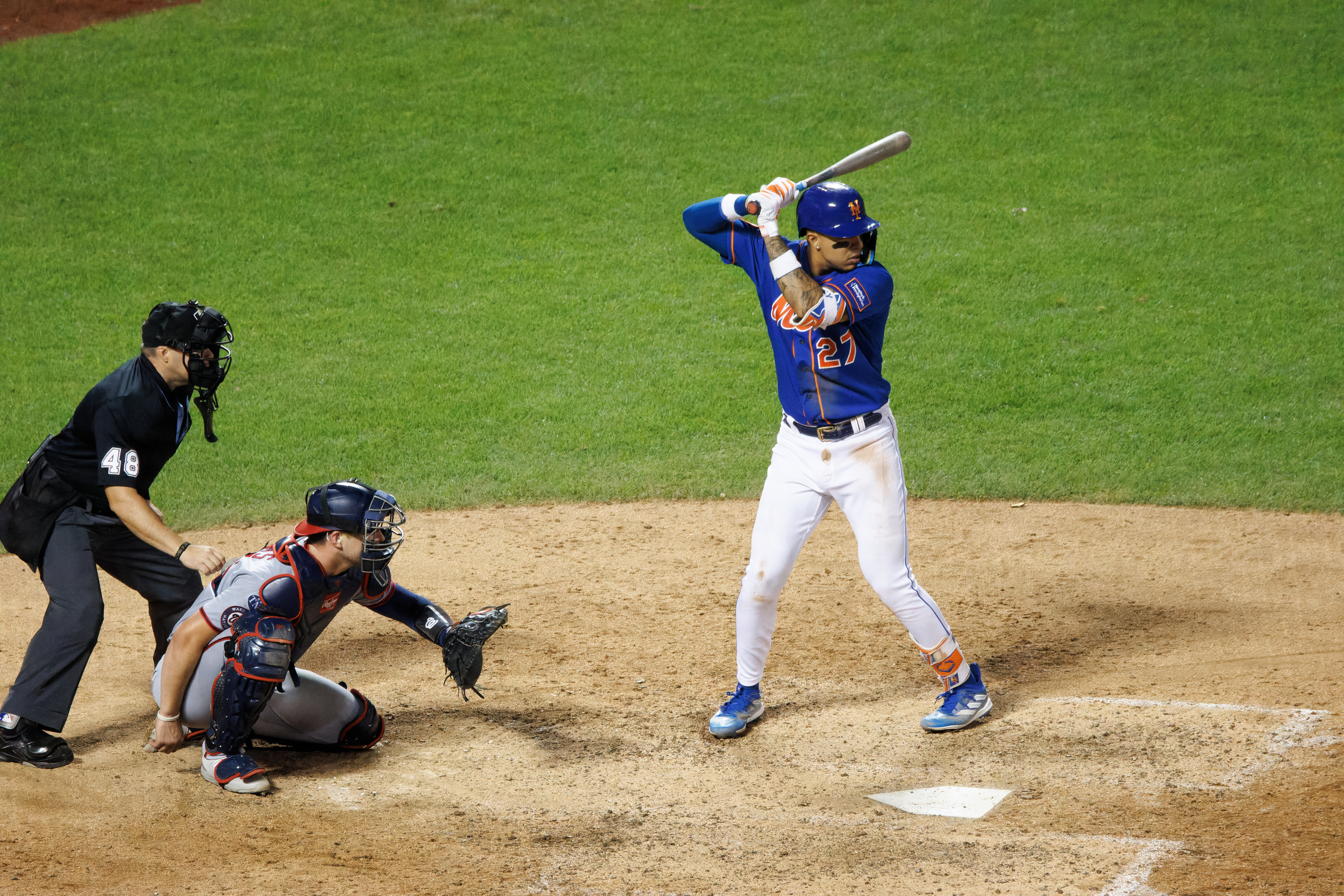
Mark Vientos in der Saison 2023

#### 2022
Am 10. September 2022 beförderten die Mets Vientos in die Major League. Er gab sein MLB-Debüt am nächsten Abend im Marlins Park gegen die Miami Marlins als designated hitter des Teams und blieb in fünf at-bats mit zwei Strikeouts ohne Treffer, während die Mets 9-3 gewannen. Am 15. September erzielte Vientos seinen ersten Treffer in der Major League, ein Single gegen Eric Stout von den Pittsburgh Pirates. Am 24. September schlug Vientos seinen ersten Karriere-Home-Run gegen den Oakland-Athletics-Starter Ken Waldichuk.
Vor dem World Baseball Classic 2023 wurde zunächst berichtet, dass Vientos für das nicaraguanische Baseball-Nationalteam spielen würde. Letztendlich stand Vientos jedoch nicht im Kader des Teams.

#### 2023

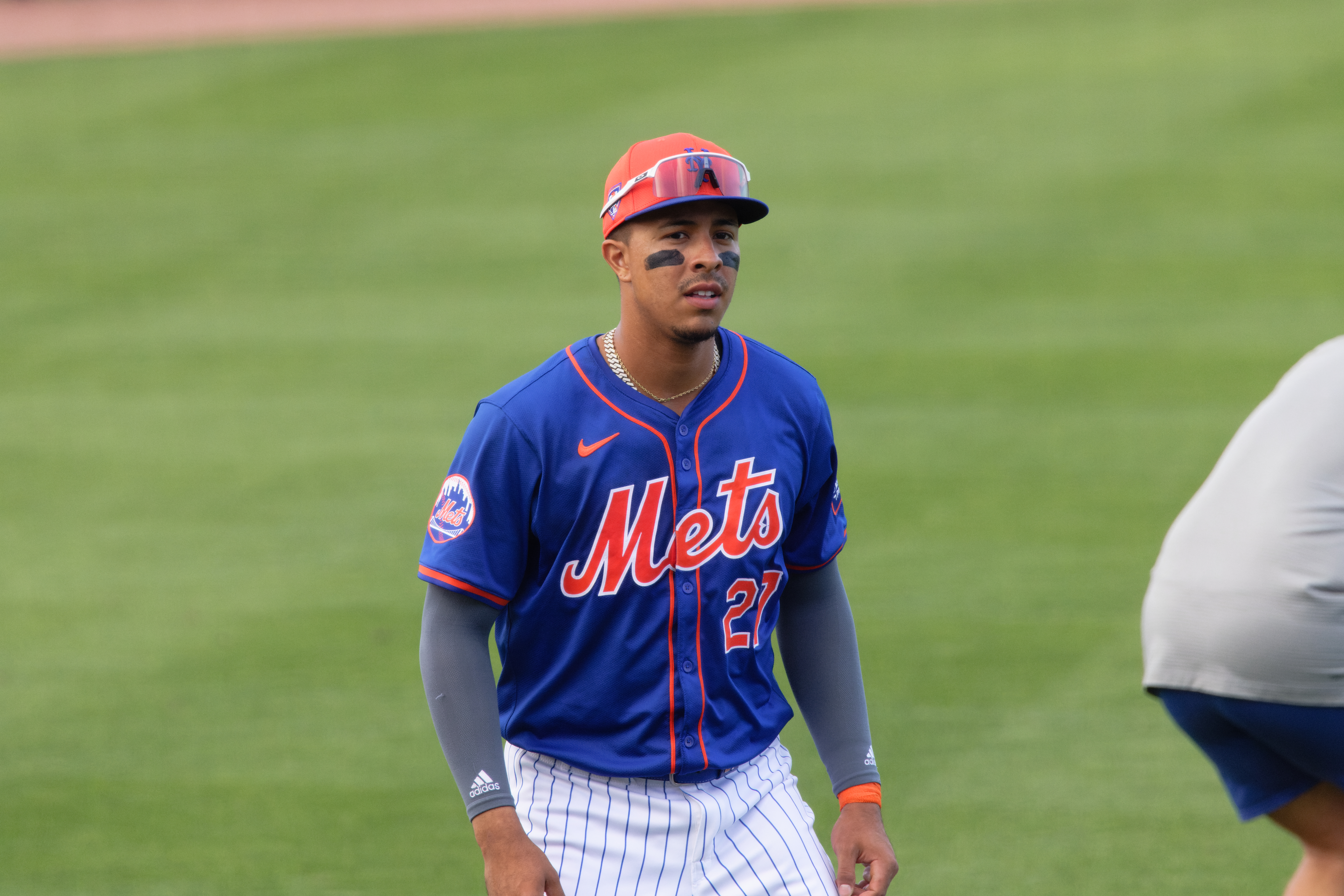
Mark Vientos in der Saison 2023

Vientos wurde zu Beginn der Saison 2023 zu den Syracuse Mets in die Triple-A zurückgeschickt. Bis zum 16. Mai 2023 hatte Vientos 13 Home Runs und einen on-base plus slugging percentage (OPS) von 1.104. Am 17. Mai beförderten die Mets Vientos in die Major League, um ihre schwächelnde Offensive zu beleben. Er startete an diesem Abend auf der dritten Base und schlug im siebten Inning einen spielausgleichenden Home Run. In 65 Spielen für New York erzielte Vientos einen Schlagdurchschnitt von .211/.253/.367 mit 9 Home Runs und 22 RBIs.

#### 2024
Vientos wurde erneut zu den Syracuse Mets in die Triple-A geschickt, um die Saison 2024 zu beginnen, wurde jedoch später für den Rest einer Serie gegen die St. Louis Cardinals aufgerufen, als Starling Marte aufgrund familiärer Probleme auf die Sonderurlaubsliste (Bereavement List) gesetzt wurde. In dieser Serie ging er 3-4 mit 3 Hits, zwei RBIs, einem Run und einem Walk-off-Home-Run im 11. Inning, um einen Sweep zu vermeiden.
Am 30. April wurde Vientos zurückgeschickt und wieder zu den Syracuse Mets in die Triple-A geschickt, als Starling Marte wieder von der Bereavement List runternommen wurde.
Am 24. Juni 2024 schlug Mark Vientos in einem Spiel gegen die Chicago Cubs einen Home Run. Am darauffolgenden Tag, dem 25. Juni 2024, beeindruckte er erneut, indem er in der Subway Series gegen die New York Yankees zwei weitere Home Runs erzielte, was maßgeblich zum Sieg der Mets beitrug.
Am Ende der Saison 2024 erzielte Vientos in 111 Spielen für die Mets, eine Karrierebestmarke von 27 Home Runs und 71 Runs Batted In (RBI).
In seinem Postseason-Debüt schlug Vientos im ersten Spiel der National League Wild Card Series 2024 ein entscheidendes 2-RBI Single. Im zweiten Spiel der National League Division Series 2024 gegen die Philadelphia Phillies schlug er einen zwei-run Home Run, der die Mets mit 2-0 in Führung brachte, und später einen weiteren zwei-run Home Run, um das Spiel mit 6-6 auszugleichen, was seine ersten beiden Postseason-Home Runs markierte. Im zweiten Spiel der National League Championship Series 2024 gegen die Los Angeles Dodgers schlug Vientos seinen ersten Grand Slam in der 2. Innings und sicherte den Mets mit einem 7-3-Sieg den Platz im nächsten Spiel. Es war auch der dritte Postseason-Grand Slam in der Geschichte der Mets. Während der Postseason erzielte Vientos mit fünf Home Runs und 14 RBIs, wobei die 14 RBIs einen Mets-Franchise-Rekord für die meisten Postseason-RBIs in einer einzelnen Saison darstellten.